# Thomas Reynolds (Politiker)

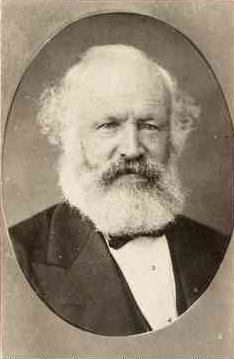
Thomas Reynolds (1869)

Hon. Thomas Reynolds (* 27. Januar 1818 in London; † 24. Februar 1875 im Great Barrier Reef, Queensland) war ein australischer Politiker, der zwischen 1854 und 1857 Mitglied des South Australian Legislative Council und von 1857 bis 1862, zwischen 1864 und 1870 sowie erneut von 1871 bis 1873 Mitglied des South Australian House of Assembly war. Er bekleidete des Weiteren zwischen 1860 und 1861 das Amt als Premierminister von South Australia.

## Leben

### Abgeordneter und Minister
Thomas Reynolds, der 1840 in die Kolonie South Australia kam, hatte eine niedrigere soziale Stellung als viele andere zukünftige Premierminister und war vor seinem Eintritt in die Politik ein erfolgreicher Lebensmittelhändler. Als frommer Mann und religiöser Andersdenkender, der sich gegen staatliche Beihilfen für Kirchen aussprach, lehnte er auch die Verbreitung von Alkoholkonsum in Südaustralien ab. Neben seiner radikal liberalen Haltung zur Frage der Verfassungsreform bestimmten diese Anliegen seine politischen Aktivitäten in den 1850er Jahren. Am 2. Juli 1854 wurde er für den Wahlkreis West Torrens zum Mitglied des South Australian Legislative Council gewählt und gehörte diesem bis zu dessen Auflösung am 2. Februar 1857 an. Bei der ersten Wahl am 9. März 1857 wurde er im neu geschaffenen Zwei-Personen-Wahlkreis The Sturt erstmals zum Mitglied des South Australian House of Assembly gewählt, des Unterhauses des Parlaments von South Australia, und vertrat diesen Wahlkreis bis zum 12. März 1860, woraufhin Joseph Peacock diesen Wahlkreis übernahm. In der Regierung von Premier Richard Hanson übernahm er am 30. September 1860 das Amt als Minister für öffentliche Arbeiten (Commissioner of Public Works) und bekleidete dieses bis zum 12. Juni 1858. Bei der Wahl am 13. März 1860  wurde er im Sechs-Personen-Wahlkreis City of Adelaide als Nachfolger von Judah Moss Solomon wieder zum Mitglied in das House of Assembly gewählt und vertrat diesen Wahlkreis bis zu seinem Mandatsverzicht am 17. Februar 1862 sowie erneut zwischen dem 2. Mai und der Auflösung des Wahlkreises zum 9. November 1862.

### Premierminister
Als Nachfolger von Richard Hanson bildete Reynolds am 9. Mai 1860 als Premierminister von South Australia selbst eine Regierung. In seiner Regierung bekleidete er zugleich zwischen dem 9. Mai 1860 und dem 8. Oktober 1861 das Amt als Schatzminister (Treasurer). Er wurde Premier nach seinem Vorschlag eines Misstrauensantrags gegen die Regierung Hanson. Seine Amtszeit als Premierminister war geprägt von Kürzungen bei den Ausgaben im öffentlichen Dienst und Schwierigkeiten mit dem Richter des Obersten Gerichtshofs, Benjamin Boothby. Die Verwirrung über die Gültigkeit der Versuche, Richter Boothby abzusetzen, führte im Oktober 1861 zum Rücktritt wichtiger Minister und letztlich am 8. Oktober 1861 zum Zusammenbruch seiner Regierung. Daraufhin bildete George Marsden Waterhouse als Premier eine neue Regierung. Reynolds wurde am 17. Oktober 1861 von Premier Waterhouse als Schatzminister in dessen Regierung berufen und bekleidete dieses Amt bis zum 19. Februar 1862.
Nach dem Mandatsverzicht von William Bakewell am 27. Oktober 1864 wurde Reynolds bei der dadurch notwendigen Nachwahl (By-election) am 5. November 1864 im Zwei-Personen-Wahlkreis East Adelaide wiederum zum Mitglied des House of Assembly gewählt und vertritt diesen bis zu seiner Wahlniederlage gegen David Murray am 28. März 1870. Das Amt als Schatzminister bekleidete er abermals vom 22. März bis zum 20. September 1865 in der zweiten Regierung von Premier Francis Dutton, zwischen dem 3. Mai 1867 und dem 24. September 1868 in der dritten Regierung von Premier Henry Ayers sowie vom 13. Oktober bis zum 3. November 1868 auch in der vierten Regierung von Premier Ayers.
Thomas Reynolds wurde bei der Wahl am 14. Dezember 1871 im Zwei-Personen-Wahlkreis Encounter Bay als Nachfolger von Arthur Fydell Lindsay noch einmal zum Mitglied der Legislativversammlung gewählt und gehörte dieser bis zu seinem neuerlichen Mandatsverzicht am 28. August 1873 an, woraufhin Arthur Fydell Lindsay diesen Wahlkreis bei der notwendigen Nachwahl am 5. September 1873 wieder gewann. Am 4. März 1872 übernahm er in der fünften Regierung von Premier Henry Ayers das Amt als Minister für Ländereien der Krone und Einwanderung (Commissioner of Crown Lands and Immigration) und übte dieses bis zum 22. Juli 1873 aus. Anschließend ließ er sich für einige Zeit in Darwin im Northern Territory nieder, welches zwischen dem 6. Juli 1863 und dem 1. Januar 1911 unter der Verwaltung von South Australia stand.
Reynolds war seit 1845 mit Anne Litchfield, einer Tochter des John Charles Litchfield, verheiratet. Das Paar hatte sechs Söhne, von denen drei im Kleinkindalter starben. Als Reynolds und seine Frau im Februar 1875 von Darwin nach Adelaide zurückkehrten, ertranken beide beim Untergang des Passagierdampfers Gothenburg vor dem Great Barrier Reef.

## Hintergrundliteratur
- E. Ward: The Vineyards and Orchards of South Australia, Adelaide, 1862
- J. Blacket: History of South Australia, Adelaide, 1911
- F. W. Cox, L. Robjohns: Three-Quarters of a Century, Adelaide, 1912